# 1月29日
1月29日（いちがつにじゅうくにち）は、グレゴリオ暦で年始から29日目に当たり、年末まであと336日（閏年では337日）ある。

## できごと
- 904年 - 対立教皇クリストフォルスが退位し、セルギウス3世がローマ教皇に就任。
- 1598年（慶長2年12月22日） - 慶長の役・蔚山城の戦い（一次）始まる。
- 1676年（ユリウス暦1月19日） - フョードル3世がモスクワ・ロシアのツァーリに即位。
- 1845年 - エドガー・アラン・ポーが物語詩『大鴉』を発表。
- 1850年 - 米上院議員ヘンリー・クレイが1850年協定を策定。
- 1856年 - イギリス女王ヴィクトリアがヴィクトリア十字章を創設。
- 1861年 - カンザス準州が州に昇格して、アメリカ合衆国34番目の州・カンザス州となる。
- 1863年 - 南北戦争・太平洋岸戦線: ベア川の虐殺が起こる。
- 1879年 - 日本が国際電信連合（現 国際電気通信連合）に加盟。
- 1886年 - カール・ベンツが世界初となるガソリン自動車「ベンツ・パテント・モーターカー」（3輪） の特許を取得。
- 1891年 - リリウオカラニがハワイ王国女王に即位。
- 1900年 - 大リーグのアメリカン・リーグがフィラデルフィアで設立総会。大リーグが2リーグ制に。
- 1916年 - 第一次世界大戦: パリがドイツ軍の飛行船ツェッペリンにより初めて空襲を受ける。
- 1934年 - 官営八幡製鉄所と民間の製鉄5事業者が合併して、半官半民の日本製鐵を設立。
- 1936年 - アメリカ・ニューヨーク州のクーパーズタウンに「野球殿堂」を開設。ベーブ・ルースら5人が殿堂入り。
- 1940年 - 西成線列車脱線火災事故。
- 1943年 - 第二次世界大戦・ソロモン諸島の戦い: レンネル島沖海戦が始まる。
- 1944年 - 『中央公論』『改造』の編集者が検挙される。（横浜事件の発端）
- 1946年 - GHQが南西諸島・小笠原諸島などに対する日本の行政権を停止。
- 1951年 - 徳島県鳴門市桑島岸壁で爆発事故。作業員ら100余人が重軽傷。周辺の被害は家屋全壊20戸、半壊100戸、機帆船8隻が沈没、大破した。サルベージ会社が旧軍の魚雷等の解体に失敗したことが原因[1]。
- 1957年 - 日本の第一次南極予備観測隊が南極のオングル島に上陸。昭和基地と命名。
- 1958年 - 売春防止法の完全施行を控え、鳩の街などの赤線97軒が廃業する[2]。
- 1960年 - アラビア石油がクウェート沖のカフジ油田を掘り当てる。（戦後初の海外における油田開発）
- 1963年 - ミュンヘンにて、指揮者のハンス・クナッパーツブッシュが最後のレコーディングを行なう。
- 1964年 - 第9回冬季オリンピック、インスブルック大会開催。2月9日まで。
- 1967年 - 第31回衆議院議員総選挙。
- 1968年 - 東京大学医学部自治会がインターン制度の運用と医師法改正をめぐって無期限スト開始。（東大紛争の発端）
- 1979年 - カリフォルニア州サンディエゴの小学校で16歳のブレンダ・アン・スペンサーが銃を乱射。2人死亡。
- 1989年 - ハンガリーが東側諸国では初めて韓国と国交を樹立。
- 1994年 - 小選挙区比例代表並立制導入などの政治改革四法が成立。
- 1996年 - フランス大統領ジャック・シラクがフランスの核実験の無期限中止を発表。
- 1999年 - 島根県浜田市を皮切りに地域振興券の交付を開始。
- 2002年 - アメリカ合衆国大統領ジョージ・ウォーカー・ブッシュが一般教書演説で北朝鮮・イラク・イランを「悪の枢軸」と発言。
- 2003年 - 2場所連続優勝した大関・朝青龍がモンゴル人では初めて、外国人では3人目となる横綱に昇進。
- 2011年 - AFCアジアカップ2011で日本がオーストラリアを、延長戦の末1-0で下し、2大会ぶり4回目の優勝[3]。
- 2014年 - 日本の理化学研究所など日米共同研究チームは、STAP細胞に関する論文「体細胞の分化状態の記憶を消去し初期化する原理を発見」を発表。しかし、同論文は2014年7月2日付で取り下げられた[4]。
- 2025年 - アメリカ合衆国ワシントンD.C.のロナルド・レーガン・ワシントン・ナショナル空港近くのポトマック川付近にてアメリカ合衆国陸軍のUH-60 ブラックホークと小型旅客機が空中で衝突し、墜落する事故が発生[5]。
- 2025年 - インド北部ウッタルプラデシュ州プラヤーグラージでヒンドゥー教の12年に1度の大祭マハ・クンブメーラで群衆事故が発生し、死者30人以上[6]。
- 2025年 - 豊昇龍が第74代横綱に昇進。

## 誕生日
- 1688年 - エマヌエル・スヴェーデンボリ、科学者、政治家、神秘主義思想家（+ 1772年）
- 1701年（元禄13年12月21日） - 伏見宮貞建親王、江戸時代中期の皇族（伏見宮15代当主）（+ 1754年）
- 1718年（享保2年12月28日） - 伊勢貞丈、旗本、有職故実研究家（+ 1784年）
- 1737年 - トマス・ペイン、社会哲学・政治哲学者（+ 1809年）
- 1761年 - アルバート・ギャラティン、民族学者、言語学者、政治家（+ 1849年）
- 1782年 - ダニエル＝フランソワ＝エスプリ・オベール、作曲家（+ 1871年）
- 1843年 - ウィリアム・マッキンリー、政治家、第25代アメリカ合衆国大統領（+ 1901年）
- 1844年 - ワシーリー・マクシモフ、画家（+ 1911年）
- 1848年 - デニー・マックナイト、メジャーリーグ監督（+ 1900年）
- 1850年 - ローレンス・ハーグレイヴ、発明家（+ 1915年）
- 1851年（嘉永3年12月28日） - 牛場卓蔵、ジャーナリスト、衆議院議員、山陽鉄道取締役会長（+ 1922年）
- 1852年（嘉永5年1月9日） - 坪井玄道、体育学者（+ 1922年）
- 1853年（嘉永5年12月20日） - 北里柴三郎、医学者、細菌学者（+ 1931年）
- 1854年（嘉永7年1月1日） - 高平小五郎、外交官（+ 1926年）
- 1860年 - アントン・チェーホフ、小説家、劇作家（+ 1904年）
- 1862年 - フレデリック・ディーリアス、作曲家（+ 1934年）
- 1866年 - ロマン・ロラン、小説家（+ 1944年）
- 1867年 - ビセンテ・ブラスコ・イバニェス、小説家（+ 1928年）
- 1873年 - ルイージ・アメデーオ・ディ・サヴォイア＝アオスタ、登山家、探検家（+ 1933年）
- 1878年 - 吉野作造、政治学者（+ 1933年）
- 1880年 - アレクサンダー・ゴールデンワイザー、人類学者、社会学者（+ 1940年）
- 1888年 - 田中豊、橋梁技術者、東京大学名誉教授（+ 1964年）
- 1903年 - 武藤清、建築家（+ 1989年）
- 1904年 - アルノルト・ゲーレン、哲学者、社会学者（+ 1976年）
- 1905年 - 大河内一男、経済学者（+ 1984年）
- 1905年 - バーネット・ニューマン、画家（+ 1970年）
- 1907年 - マキノ智子、映画女優（+ 1984年）
- 1911年 - ブロニスワフ・ギンペル、ヴァイオリニスト（+ 1979年）
- 1914年 - 但野寛、クロスカントリースキー選手、アルペンスキー選手（+ 1986年）
- 1915年 - 小津正次郎、実業家、元阪神タイガース球団社長（+ 1997年）
- 1919年 - 鈴木権平氏、実業家、元京阪百貨店社長、元大阪マーチャンダイズ・マートビル社長（+ 1993年）
- 1923年 - パディ・チャイエフスキー、作家、脚本家（+ 1981年）
- 1924年 - 神沢利子、児童文学作家
- 1924年 - ピーター・ヴォーコス、美術家（+ 2002年）
- 1924年 - 高山象三、新劇俳優（+ 1945年）
- 1926年 - 赤屋敷信一、政治家（+ 2020年）
- 1927年 - 金井大、俳優（+ 2001年）
- 1930年 - 大賀典雄、実業家、ソニー社長・会長・名誉会長、声楽家、指揮者（+ 2011年）
- 1931年 - 大村高史、元プロ野球選手
- 1931年 - 石井政雄、陸上自衛官、第20代陸上幕僚長、第17代統合幕僚会議議長（+ 2007年）
- 1931年 - ジム・バーマ、元プロ野球選手（+ 1996年）
- 1932年 - 三木俊治、政治家、実業家、元徳島市長、元阿波製紙社長（+ 2009年）
- 1932年 - 加藤正之、声優（+ 1993年）
- 1933年 - 75センツ、歌手、アコーディオン奏者（+ 2010年）
- 1933年 - 宇佐美徹也、スポーツライター、プロ野球記録部（+ 2009年）
- 1933年 - 金内喜久夫、俳優（+ 2020年）
- 1935年 - 石濱朗、俳優（+ 2022年）
- 1936年 - 渡辺喜三郎、柔道家（+ 2019年）
- 1940年 - 高橋国光、オートバイ評論家、元レーシングドライバー（+ 2022年）
- 1941年 - 岩見武三、政治家、元兵庫県神崎郡市川町長
- 1943年 - ちばあきお、漫画家（+ 1984年）
- 1943年 - 田宮高麿、よど号グループリーダー （+ 1995年）
- 1944年 - 松井三郎、環境工学者、京都大学名誉教授
- 1944年 - 佐々木陸海、政治家（+ 2019年）
- 1945年 - 本間千代子、歌手、女優
- 1948年 - 毛利衛、宇宙飛行士、科学者
- 1948年 - 向山富夫、政治家、元上富良野町長
- 1948年 - 斎藤喜、元プロ野球選手
- 1948年 - リンダ・バック、生物学者、2004年ノーベル生理学・医学賞
- 1949年 - ジム・タイロン、元プロ野球選手
- 1950年 - ジョディー・シェクター、F1レーサー
- 1953年 - テレサ・テン、歌手（+ 1995年）
- 1954年 - 星野之宣、漫画家
- 1954年 - 山口富男、政治家
- 1956年 - 石崎隆之、騎手
- 1956年 - 高橋卓巳、棒高跳選手
- 1957年 - 渡辺健一、構成作家
- 1957年 - マヌエラ・グロス、フィギュアスケート選手
- 1958年 - 堀井真吾、声優、俳優、ナレーター
- 1959年 - 荒井清和、漫画家、イラストレーター
- 1960年 - 渡邊あゆみ、NHKアナウンサー
- 1962年 - 岡村孝子、シンガーソングライター（あみん）
- 1962年 - 貞本義行、キャラクターデザイナー、漫画家
- 1963年 - 川瀬眞由美、元アナウンサー
- 1963年 - 福地経人、元プロ野球選手
- 1964年 - 望月峯太郎、漫画家
- 1964年 - 愛敬重之、元陸上競技選手、市議会議員
- 1965年 - 櫻田淳、政治学者
- 1965年 - 坂橋克明、ラジオパーソナリティ、タレント
- 1965年 - ドミニク・ハシェック、元アイスホッケー選手
- 1966年 - 平塚克洋、元プロ野球選手
- 1966年 - ロマーリオ、サッカー選手
- 1967年 - 小野正利、ミュージシャン
- 1968年 - 秋元宏作、元プロ野球選手
- 1969年 - hyde、ミュージシャン（L'Arc〜en〜Ciel）
- 1969年 - 山口素弘、元プロサッカー選手、指導者
- 1969年 - 呂比須ワグナー、元プロサッカー選手、指導者
- 1970年 - 伊東浩司、甲南大学准教授、陸上選手
- 1970年 - 黒田有、お笑い芸人 （メッセンジャー）
- 1970年 - ヘザー・グラハム、女優
- 1970年 - ポール・ライアン、政治家、建設コンサルタント
- 1971年 - 渡辺崇尉、ミュージシャン（元MOON CHILD）
- 1971年 - 島崎路子、元アイドル、元女優
- 1972年 - 濱口優、お笑い芸人（よゐこ）
- 1972年 - 大東めぐみ、タレント
- 1972年 - 栄喜、ミュージシャン（DETROX、元SIAM SHADE）
- 1972年 - ニコラ・ル・リッシュ、バレエダンサー
- 1972年 - スコット・デイヴィス、フィギュアスケート選手
- 1972年 - モーガン・バークハート、元プロ野球選手
- 1973年 - ジェイソン・シュミット、プロ野球選手
- 1974年 - 小林幹英、元プロ野球選手
- 1974年 - 中迫剛、格闘家
- 1974年 - 中山さら、声優
- 1974年 - 青木勇人、プロバスケットボール選手
- 1974年 - 和田光司、歌手（+ 2016年）
- 1975年 - ガリト・チャイト、フィギュアスケート選手
- 1975年 - 杉本ゆう、声優
- 1977年 - 浅見帆帆子、エッセイスト
- 1977年 - 大嶺美香、女優
- 1977年 - 松田千奈、ファッションモデル、元グラビアアイドル、女優
- 1977年 - 小山径、NHKアナウンサー
- 1977年 - 宝生舞、元女優
- 1977年 - 松田千奈、元グラビアアイドル、ファッションモデル
- 1978年 - 相葉健次、俳優、ファッションモデル
- 1978年 - 石川俊克、ベーシスト、ラジオパーソナリティ（THE TRANSFORMER）
- 1979年 - ランス・ニークロ、元プロ野球選手
- 1980年 - AFRA、ヒューマンビートボクサー
- 1980年 - 尾崎衣良、漫画家
- 1980年 - ばらスィー、漫画家
- 1980年 - 大橋篤、元プロレスラー、元レフェリー
- 1981年 - 田崎佑一、お笑い芸人（藤崎マーケット）
- 1981年 - 若月亮、お笑い芸人（元若月）
- 1981年 - 青木隆治、ものまねタレント
- 1982年 - 田村圭生、俳優
- 1982年 - 多田圭声、タレント
- 1982年 - 鈴木奈穂子、NHKアナウンサー
- 1982年 - 金東進、元サッカー選手、指導者
- 1982年 - 楢崎功祐、元騎手
- 1984年 - 川西賢志郎、お笑い芸人（元和牛）
- 1984年 - 齋藤達則、元野球選手
- 1985年 - 藤井まどか、元アナウンサー
- 1985年 - サロメ・ステヴナン、女優
- 1986年 - ジェイアー・ジャージェンス、プロ野球選手
- 1986年 - 聡太郎、俳優
- 1986年 - ブライス・デイヴィソン、フィギュアスケート選手
- 1987年 - 横山可奈子、元グラビアアイドル
- 1987年 - マリア、歌手
- 1987年 - 河原和寿、サッカー選手
- 1987年 - ペドロ・ジュニオール、サッカー選手
- 1987年 - ホセ・アブレイユ、プロ野球選手
- 1988年 - 加治将樹、俳優
- 1988年 - 古田史郎、ビーチバレーボール選手、バレーボール選手
- 1988年 - 小松愛、元女優
- 1988年 - ジェシカ・イスカンダル、女優
- 1988年 - マイク・ボルシンガー、プロ野球選手
- 1990年 - 鈴木大輔、サッカー選手
- 1990年 - のーでぃ、モデル、タレント
- 1990年 - 宮迫たまみ、サッカー選手
- 1990年 - 矢澤曜、元陸上選手
- 1991年 - 齊藤彩、女優
- 1991年 - 鈴木聡美、競泳選手
- 1991年 - 千小町、タレント
- 1991年 - ヒュー・グローヴナー (第7代ウェストミンスター公爵)、英国貴族、大富豪
- 1993年 - きゃりーぱみゅぱみゅ、歌手、ファッションモデル
- 1993年 - 櫛引政敏、サッカー選手
- 1993年 - 佐藤貴規、元プロ野球選手
- 1994年 - 佐倉綾音、声優
- 1994年 - 萩山沙貴、女優
- 1995年 - 湯川なつめ、女優、モデル
- 1995年 - 浜﨑日香里、アナウンサー
- 1997年 - 長谷川唯、サッカー選手
- 1997年 - 金子晃大、キックボクサー
- 1997年 - 平野紫耀[7]、歌手、俳優（Number_i、元King & Prince）
- 1997年 - 赤澤萌乃、元アイドル（元NMB48）
- 1997年 - メロディー・チューバック、歌手、元子役
- 1998年 - 向井地美音、アイドル（AKB48）
- 1998年 - 島太星[8]、歌手、俳優（NORD）
- 1998年 - 木島杏奈、ファッションモデル
- 1998年 - 松川菜々花[9]、ファッションモデル
- 1998年 - 眞木めい、元女優
- 1998年 - ホルヘ・マルティン、オートバイレーサー
- 1999年 - 久代梨奈、アイドル（元NMB48）
- 2000年 - 渡辺明貴、プロ野球選手
- 2001年 - 井上梨名、アイドル（櫻坂46）
- 2001年 - 永井穂花、アイドル（強がりセンセーション）
- 2001年 - 海月古都梨、元アイドル（Le Siana）
- 2001年 - 上甲凌大、プロ野球選手
- 2001年 - 宮田大輔、プロアイスホッケー選手
- 2001年 - イ・デフィ、アイドル（AB6IX、元Wanna One）
- 2003年 - 吉田雪乃、スピードスケート選手
- 2006年 - 桜庭遥花、アイドル（CUTIE STREET）
- 生年不詳 - 万里柚美、女優、宝塚歌劇団専科
- 生年不詳 - 大橋由佳、アナウンサー
- 生年不詳 - 田山佳枝[10]、女優
- 生年不詳 - 伊十楽、漫画家
- 生年不詳 - 国樹由香、漫画家
- 生年不詳 - 佐々木禎子、小説家

## 忌日

### 人物
- 67年 - ペトロ、イエス・キリストの使徒たちのリーダー
- 1493年（明応2年1月12日 - 二条持通、公卿（* 1493年）
- 1529年（享禄元年12月20日）- 大内義興、周防国の戦国大名（* 1477年）
- 1586年（天正13年12月10日）- 羽柴秀勝、戦国武将（* 1568年）
- 1730年 - ピョートル2世、ロシア帝国ツァーリ（* 1715年）
- 1820年 - ジョージ3世、イギリス王（* 1738年）
- 1829年 - ティモシー・ピカリング、第3代アメリカ合衆国国務長官（* 1745年）
- 1829年 - ポール・バラス、フランス革命期の政治家（* 1755年）
- 1847年（弘化3年12月13日）- 箕作省吾、地理学者（* 1821年）
- 1868年（慶応4年1月5日）- 井上源三郎、新選組六番隊長（* 1829年）
- 1870年 - レオポルド2世、トスカーナ大公（* 1797年）
- 1883年 - 本多忠民、江戸幕府老中、岡崎藩主（* 1817年）
- 1888年 - エドワード・リア、画家・詩人（* 1812年）
- 1899年 - アルフレッド・シスレー、画家（* 1839年）
- 1906年 - クリスチャン9世、デンマーク王（* 1818年）
- 1919年 - リッカルド・ベリ、画家（* 1858年）
- 1926年 - 古今亭志ん生 (4代目)、落語家（* 1877年）
- 1933年 - サラ・ティーズデール、詩人（* 1884年）
- 1934年 - フリッツ・ハーバー、化学者（* 1868年）
- 1940年 - ネド・ナジ、フェンシング選手（* 1894年）
- 1941年 - イオアニス・メタクサス、ギリシャ首相（* 1871年）
- 1941年 - マット・マクグラス、陸上競技選手（* 1878年）
- 1945年 - 中村政美、プロ野球選手（* 1924年）
- 1946年 - 鳩山秀夫、法学者（* 1884年）
- 1948年 - トミスラヴ2世、クロアチア独立国の国王（* 1900年）
- 1950年 - 北二郎、政治家（* 1918年）
- 1952年 - 本多静六、林学者（* 1866年）
- 1954年 - 清水良雄、童画画家（* 1891年）
- 1954年 - 井上金太郎、映画監督（* 1901年）
- 1955年 - 島田善介、野球選手（* 1888年）
- 1956年 - 日野草城、俳人（* 1901年）
- 1962年 - フリッツ・クライスラー、ヴァイオリニスト、作曲家（* 1875年）
- 1963年 - ロバート・フロスト、詩人（* 1874年）
- 1964年 - アラン・ラッド、俳優（* 1913年）
- 1965年 - 久原房之助、実業家（* 1869年）
- 1968年 - 藤田嗣治（レオナルド・フジタ）、洋画家（* 1886年）
- 1969年 - アレン・ウェルシュ・ダレス、CIA長官（* 1893年）
- 1970年 - ベイジル・リデル＝ハート、軍事史家、戦略思想家（* 1895年）
- 1979年 - 萩原雄祐、天文学者（* 1897年）
- 1980年 - ジミー・デュランテ、俳優、コメディアン（* 1893年）
- 1982年 - 林家彦六、落語家（* 1895年）
- 1985年 - 野村武史、プロ野球選手（* 1919年）
- 1987年 - 大西寛介、プロ野球選手（* 1921年）
- 1988年 - 相羽欣厚、プロ野球選手（* 1943年）
- 1989年 - ハリナ・コノパッカ、陸上競技選手（* 1900年）
- 1991年 - 井上靖、小説家（* 1907年）
- 1991年 - 河内忠吾、プロ野球選手（* 1930年）
- 1992年 - ウィリー・ディクスン、ブルースのシンガーソングライター、ベーシスト、歌手（* 1915年）
- 1992年 - 井筒研一、元プロ野球選手（* 1919年）
- 1995年 - 服部四郎、言語学者（* 1908年）
- 1996年 - 土浦亀城、建築家（* 1897年）
- 1997年 - 野田卯一、建設大臣、経済企画庁長官（* 1903年）
- 1997年 - 原田憲、政治家（* 1919年）
- 2000年 - 後藤正夫、政治家（* 1913年）
- 2004年 - The Water Of Life、シンガーソングライター（* 1971年）
- 2005年 - エフライム・キション、作家（* 1924年）
- 2006年 - ナム・ジュン・パイク、現代美術家（* 1932年）
- 2006年 - 横山健一、実業家、元中部日本放送社長（* 1933年）
- 2012年 - 牟礼慶子、詩人（* 1929年）
- 2015年 - 河野多惠子、小説家（* 1926年）
- 2016年 - ジャック・リヴェット、映画監督、批評家（* 1928年）
- 2016年 - オーレル・ニコレ、フルート奏者（* 1926年）
- 2019年 - 丹羽勝海、声楽家、テノール歌手（* 1938年）
- 2019年 - 橋本治、小説家、随筆家（* 1948年）
- 2019年 - ジェームス・イングラム、ミュージシャン（* 1952年）
- 2020年 - フランク・プレス、地球物理学者、元米国科学アカデミー会長（* 1924年）
- 2020年 - 山本かね子、歌人（* 1926年）
- 2020年 - 原田武、仏文学者、大阪外国語大学名誉教授（* 1933年）
- 2020年 - 梓みちよ、歌手、女優（* 1943年）
- 2020年 - カシム・アル＝ライミ、アラビア半島のアルカーイダ指導者（* 1978年）
- 2021年 - 2代目春日井梅鶯、浪曲師、日本浪曲協会元会長（* 1927年）
- 2021年 - イヴォン・ドゥイス、サッカー選手（* 1935年）
- 2021年 - 栃ノ海晃嘉、大相撲第49代横綱（* 1938年）
- 2021年 - 頼小民、実業家（* 1962年）
- 2022年 - ハワード・ヘスマン、俳優（* 1940年）
- 2022年 - 柳原一成、料理研究家（* 1942年）
- 2022年 - 吉行耕平、写真家（* 1946年）
- 2022年 - デビッド・グリーン、元プロ野球選手（* 1960年）
- 2023年 - 石原信雄、官僚、元内閣官房副長官（* 1926年）
- 2023年 - ガブリエル・タッキーノ、ピアニスト（* 1934年）
- 2023年 - 岡村浩二、プロ野球選手（* 1940年）
- 2023年 - ロジャー・シャンク、人工知能学者、認知心理学者、学習科学者、起業家（* 1946年）
- 2023年 - 鮎川誠、ギタリスト（シーナ&ザ・ロケッツ）、作曲家、俳優（* 1948年）
- 2023年 - アニー・ワーシング、女優（* 1977年）
- 2023年 - カイル・スメイン、スキーヤー（* 1991年）
- 2023年 - 米内山明宏、演出家、元日本ろう者劇団代表（* 1952年）
- 2024年 - 芦原妃名子、漫画家（* 1974年）
- 2024年 - 利根川裕、作家（* 1927年）
- 2024年 - 福地茂雄、実業家、第8代アサヒビール社長、第19代日本放送協会会長（* 1934年）
- 2024年 - 桐島聡、連続企業爆破事件の容疑者(* 1954年)
- 2025年 - 下條アトム、俳優（* 1946年）

### 人物以外（動物など）
- 2007年 - バーバロ、競走馬（* 2003年）

## 記念日・年中行事
- タウン情報の日（ 日本）
1973年（昭和48年）のこの日に日本初の地域情報誌『ながの情報』が発行されたことにちなみ、タウン情報全国ネットワークが制定。
- 人口調査記念日（ 日本）
1872年（明治5年）のこの日に日本初の全国戸籍調査が実施されたことにちなむ。
- 昭和基地開設記念日
1957年（昭和32年）のこの日に日本の南極観測隊が南極・オングル島への上陸に成功し、昭和基地を開設した。